# James W. Wadsworth, Jr.
James W. Wadsworth, Jr. (Geneseo, 1877. augusztus 12. – Washington, 1952. június 21.) az Amerikai Egyesült Államok szenátora (New York, 1915–1927).